# Stavka
Stavka Sp. z o.o. – spółka należąca do Grupy TVN (TVN Warner Bros. Discovery), będąca nadawcą ogólnopolskiego kanału telewizyjnego TTV. 

## Historia
Spółka została założona przez Bernadettę Machałę-Krzemińską i Magdalenę Olszewską. Wówczas zajmowała się przeprowadzaniem castingów do filmów, seriali i produkcji telewizyjnych oraz reklam. Stavka współpracowała przy produkcji seriali: Plebania, Dwie strony medalu, Kopciuszek, Londyńczycy. Spółka była związana z firmą Besta Film, producentem filmów i produkcji telewizyjnych.
Stavka wystąpiła w lutym 2011 roku do Krajowej Rady Radiofonii i Telewizji o przyznanie koncesji na nadawanie kanału publicystyczno-informacyjno-poradnikowego o nazwie U-TV. Po jej otrzymaniu nowy kanał wystartował w konkursie o miejsce w MUX 1 Naziemnej Telewizji Cyfrowej. 26 kwietnia 2011 roku KRRiT przyznała kanałowi U-TV koncesję na nadawanie cyfrowe, który miał się znaleźć w pierwszym multipleksie obok trzech głównych kanałów TVP oraz trzech wyłonionych w tym samym konkursie. Stacja wystartowała 2 stycznia 2012 pod nazwą TTV.
We wrześniu 2011 Grupa TVN zawiązała współpracę ze Stavką, w wyniku czego kupiła 25% udziałów w spółce w zamian za wsparcie technologiczne dla nowego nadawcy. 21 grudnia 2011 TVN nabył kolejne 25,55 proc. udziałów w spółce Stavka, mając już łącznie 50,55%. 27 października 2014 Grupa TVN nabyła całość akcji spółki Stavka.